# ندگ دان
ندگ دان، روستایی در دهستان ابتر بخش مرکزی شهرستان ایرانشهر در استان سیستان و بلوچستان ایران است.

## جمعیت
بر پایه سرشماری عمومی نفوس و مسکن در سال ۱۳۹۵، جمعیت این روستا برابر با ۶۳ نفر (۱۳ خانوار) بوده‌است.